# Sinchiruca
Sinchiruca (también llamado Sinchisuca, Sinchiroca o Sinchi Rocca) fue un general (apusquipay) del Sapa Inca Túpac Yupanqui. Era un noble de sangre real. Poco se sabe de él salvo unas breves menciones en las crónicas coloniales de la campaña en Chile. Por su nombre, quizás era miembro de la panaca del antiguo Sinchi Roca.

## Crónica de Garcilaso de la Vega
Al entronizarse, Túpac Yupanqui debió afrontar una rebelión de los collas del Altiplano. Según el historiador peruano José Antonio del Busto Túpac Yupanqui apenas asumió el trono lanzó una expedición al Antisuyo, llegando hasta Musu. Siguió al Collasuyo, conquistando Llallahua, Asillo, Arapa y Pucara. Después, por tres años, lucha en el Contisuyo y conquista Ica, Nazca, Pisco, Chincha, Cañete y Lunahuaná. Vuelve al Collasuyo para conquistar Carangas, Paria, Cochabamba, Amparaes y posiblemente Tucumán y fundar las ciudades de Iscanhuaya e Inca Racay y construir la fortaleza de Inca Llajta. Después siguió a Chile. Sarmiento de Gamboa dice que fue Pachacútec el conquistador del altiplano, enviado tres expediciones para derrotar a los aymaras, sus continuas rebeliones y el apoyo que dieron a la rebelión de las tribus de la costa central (alancunas, calancus y chaquis) que habría tomado doce años en someter.
Inca Garcilaso de la Vega dice que habría pasado tres años recorriendo su imperio y después lanza una campaña contra los chunchus de Musu con 10.000 soldados. La expedición fue un fracaso, y al cabo de dos años volvía una décima parte de los hombres. Quedaron en la región algunas colonias. Después intentaba conquistar a los chirihuanas con 10.000 soldados pero en dos años tampoco logra nada. Algunos dicen que mientras estaba en Musu, los collas se alzaron en armas en Chuquiagos al mando del cacique Tintuyo, y por eso el gobernante envió a su hermano, Apu Mayta, con 13.000 soldados a sofocar el levantamiento.
De todas formas, el nuevo Sapa Inca decidió expandir sus dominios por el sur, dividiendo su poderoso ejército en dos divisiones: la primera, bajo su mando personal y la segunda a cargo de Sinchiruca. El rey se descendió el Altiplano y combatió a la confederación de tribus diaguitas, fue tomando una por una las fortalezas enemigas hasta hacerse con la zona. Los indios de Tucmanahaho (también llamado Tucma o Tucman, equivalente a la moderna provincia de Tucumán) fueron aliados de los incas en su expansión. En los valles Calchaquíes se instalaron mitimaes para prevenir rebeliones y contener las invasiones de las tribus del Chaco. Siguió hasta el Cuyo, donde el cacique Cochagual unió a los huarpes y presentó batalla. Los nativos son vencidos y su líder casi muere. Cochagual con los huarpes allentiac se refugiaron en las lagunas de Guanacache, mientras que sus hermanos millcayac se quedaron, fueron sometidos y recibieron la influencia cultural inca.
Túpac Yupanqui conquistó los oasis de los atacameños, fundando en el valle de Lluta el centro administrativo de Mollepampa y tomando por la fuerza el pucará de Quitor. Acorde a Jerónimo de Vivar, los cuzqueños atacaron con 30.000 hombres la fortaleza, que resistió durante más de un año. Los cuzqueños ya habían establecido su autoridad en Atacama y desde ahí enviaron espías y mensajeros al sur para explorar el territorio. El territorio chileno empezó a caer bajo influencia incaica con Pachacútec, padre de Túpac Yupanqui, cuando sometió a los pacajes en sus campañas de conquistas del Titicaca, imponiendo su poder en los valles ariqueños. Juan de Santa Cruz Pachacuti Yamqui Salcamaygua sostiene que Chile ya estaba bajo poder inca cuando Túpac Yupanqui lanzó su campaña. Esta habría sido causada por las noticias de una rebelión que planeaban los indígenas chilenos, 20.000 soldados fueron enviados contra ellos, los de Coquimbo y Tucumán, y otro tanto contra los «Guarmeo Aucas». Esto concuerda con Garcilaso de la Vega, que dice que Inca Yupanqui, el padre de Túpac, habría conquistado anteriormente a los atacameños.
Tras recibir informes y con ayuda de los tucmas, el monarca ordenó avanzar al sur a 10.000 soldados mandados por el general Sinchiruca y otros dos capitanes de su linaje pero cuyos nombres se han perdido. Llegaron al valle de Copayacu (Copiapó) después de atravesar el desierto, dedicándose a descansar, abastecerse y pedir refuerzos. En esos momentos anunció a los locales su intención de establecer su autoridad de forma permanente e imponer sus leyes y religión, lo que produjo escaramuzas. Los copayacus intentaron expulsarlo del valle, pero al llegar una nueva división de 10.000 efectivos incaicos se rindieron. El soberano se mostró clemente y tras recibir nuevos informes de sus exploradores, que iban por delante de la hueste, dispuso que se le enviaran otros 10.000 refuerzos. La hueste continuó a Cuquimpu (Coquimbo), aunque no se sabe si encontró o no resistencia. Finalmente, llegó al valle de Chili o Chilli (Maipo).
El Sapa Inca se aseguró que durante los seis o siete años que duró esa campaña, los 50.000 hombres que desplegó recibieran los refuerzos y abastecimientos necesarios para sentir «como si estuvieran en la ciudad de Cosco». Asegurado Chili, decidió continuar y envió a Shinchiruca con 20.000 soldados al Maulli o Mauque (Maule), cruzándolo e invitando a los purumaucas o promaucaes a someterse pacíficamente. La respuesta de estos fue llamar a sus aliados (antalli, pincu, cauqui y otros) y presentar batalla con 18.000 a 20.000 hombres. La batalla duró tres días, dejando numerosos muertos y a la mayoría de los sobrevivientes heridos. Al cuarto día ningún ejército salió de sus campamentos a combatir y los cuzqueños decidieron retirarse al norte señalando al Maule como la frontera. El cronista Miguel de Olavarría sostiene que los araucanos asesinaron a la mayoría de los cuzqueños. En cambio, Busto dice que Túpac Yupanqui llegó hasta el canal de Chacao, teniendo a la vista la isla Grande de Chiloé, pero volvió al norte porque no veía beneficio alguno en sacrificar hombres conquistando una región que consideraba pobre. Otros dicen que este Sapa Inca ordenó pacificar hasta el Cachapoal, explora las cuencas del Itata y el Biobío y termina fijando la frontera en el Maule. En la zona entre el Maule y el Aconcagua se desata una guerra permanente con los promaucaes, provocando que muchos picunches migren al sur, dejando despoblado el centro del país. De hecho, actualmente varios historiadores sostienen que la zona al norte del Maipo fue la que empezó a ser integrada al Incanato, mientras que al sur de ese río hasta el Maule efectivamente había frecuentes combates.
Los incaicos decidieron asegurar su conquista enviando colonos (mitimaes) y gobernadores y dejando la huella de su cultura en Copiapó, la zona más cercana a su centro de poder. Fue Coquimbo la sede del gobernador de esas tierras. Vivar menciona que los cuzqueños quisieron construir una acequia en dicho valle y como los locales se negaron a colaborar los masacraron, muriendo más de 5.000 y quedando despoblado ese lugar. También fueron importantes centros de la administración imperial Copiapó, Quillota y el Mapocho. El territorio chileno estaba dividido en tres provincias: la primera entre el Collao y Chañar, la segunda entre los ríos Coquimbo y Limache, y la tercera entre Choapa y el Maipo. Al sur solo había fuertes fronterizos.

## Crónica de Cieza de León
Dice Pedro Cieza de León que la campaña chilena se produjo durante el reinado de Huayna Cápac, hijo y sucesor de Túpac Yupanqui. Después de los funerales de su padre, el nuevo soberano alistó 50.000 hombres para visitar el Collao. Estando con los chinchas y charcas decidió extender su poder hasta La Plata y Tuquimo. Cuando quiso someter a los chiriguanos sus hombres volvieron vencidos. Le encargó a sus lugartenientes ir a Chile. El gobernante recorrió las actuales provincias argentinas de Jujuy, Salta y Tucumán antes de repasar la cordillera. Llegó a las tierras chilenas y las reorganizó, quedándose ahí un año. Recorrió los valles de Quillota, Aconcagua y Mapocho, dio poder a los caciques Michimalonco y Tangalonco, especialmente al primero, por sobre el gobernador cuzqueño Quilicanta. También trajo colonos diaguitas, dejando despobladas sus tierras de origen, y se llevó algunos lugareños a Cochabamba. El Inca con estas medidas de colonización y administración pretendía consolidar su dominio, aplastar la resistencia que aún quedaba al norte y así poder seguir expandiendo las fronteras al sur. Siguió hasta la actual Mendoza, llegando hasta Cosquín, donde se funda una colonia, y volvió a Cuzco para marchar sobre Quito.
Según el historiador Osvaldo Silva, su padre solo había impuesto su poderío hasta el río Choapa, y fue su hijo el que sometió los valles de Aconcagua y Chili, instalando las grandes colonias de San José de Maipo y Talagante, e instalando como gobernador a un anciano funcionario llamado Butacura. Este viejo fue encargado de explorar hasta el río Biobío y en el camino de retorno habría sufrido una gran derrota en el Maule o en el Cachapoal, quedando la frontera en el río Maipo.
El cronista Giovanni Anello Oliva afirma que los cuzqueños habrían sometido el valle del Aconcagua durante el gobierno de Huayna Cápac.
Considerando que la población indígena al llegar Pedro de Valdivia en 1541 sería de 150.000 en la zona entre el Copiapó y el Maule (20.000 a 30.000 entre el Aconcagua y el Maipo y 100.000 al sur hasta llegar al Maule) y siendo imposible calcular la mortandad producida por la conquista incaica, los indígenas chilenos podían movilizar cuatro a cinco mil guerreros al norte del Aconcagua y hasta treinta millares al sur. Fuerzas bastantes pequeñas en comparación a las que las crónicas dan a los incaicos. Clave para la resistencia fue la formación de alianzas entre los distintos valles para concentrar guerreros y ocultar alimentos para mantenerse, especialmente en el Norte Chico. En el Valle Central había menos cohesión política, pero una población más dispersa, mayor y más belicosa. Otro factor importante fue que la mayoría de los centros de población eran fortalezas ubicadas en las cimas de cerros, exigiendo un alto sacrificio militar para conquistar cada uno. Sin embargo, el principal fue la ausencia de jefes poderosos con los que pactar fue lo que imposibilitó a los cuzqueños asegurar su influencia al sur del Cachapoal.

## Crónica de Rosales

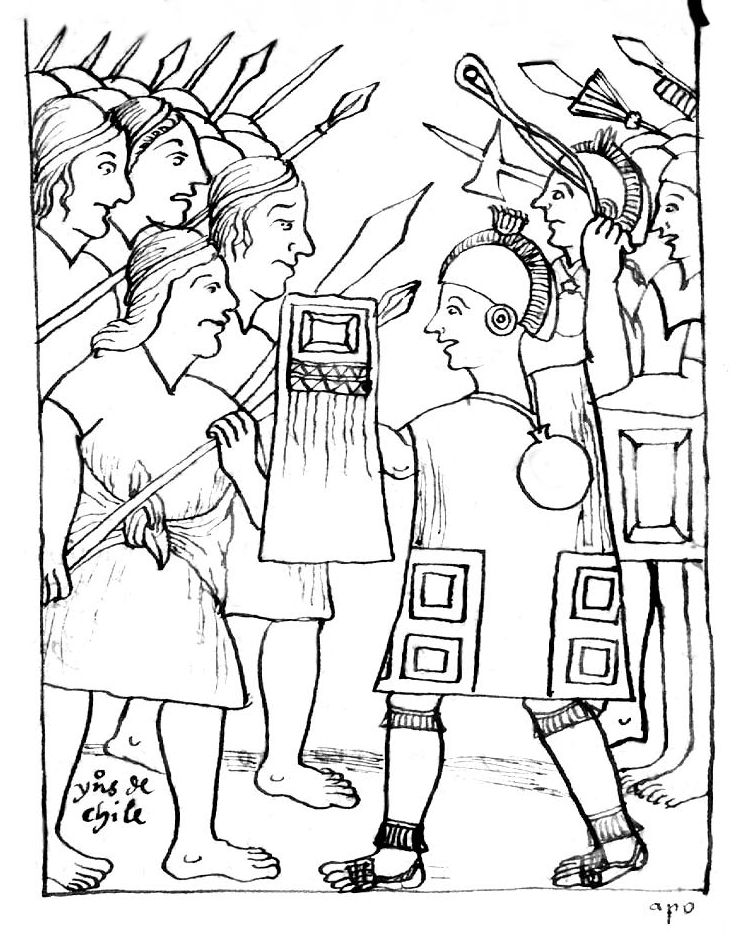
Representación de Guamán Poma de Ayala sobre un enfrentamiento entre Indios de Chile (izquierda) y el capitán Apu Camac Inca.

Según Diego de Rosales, producto de la rebelión del hijo bastardo de Huayna Cápac y carismático general Atahualpa, las guarniciones en Chile se debilitaron y los indios se sublevaron hacia 1525 o 1527. Pronto todas las tierras entre los ríos Aconcagua y Maule estaban en armas. Huáscar envió un ejército de (supuestamente) 100.000 hombres al mando de su primo, Apocámac Inga o Apu Camac Inca, para derrotarlos. La hueste recorrió Tupiza, Tucumán, Calchaquíes, Copiapó y Huasco. Apocámac Inga sometió los valles del Aconcagua, Quillota y Maipo, aumentando los tributos y tomando rehenes como castigo. Después siguió hasta Angostura de Paine, el Maule, el Itata y llegó a las cercanías del actual emplazamiento de Concepción. Según algunas leyendas llegaron a hasta Tucapel y La Imperial. La resistencia de los promaucaes y la situación política cuzqueña los hizo retirarse de la frontera en el Maule y volver a Coquimbo y Copiapó, aplastando toda sublevación en esos valles. La frontera se retira definitivamente al Maipo. Quilicanta queda a cargo del Aconcagua y Vitacura del Mapocho, pero solo gracias a la ayuda de los caciques nativos. Guamán Poma de Ayala dice que Apo Cámac Inca llegó a Chile con solo 50.000 soldados y en sus campañas mueren 100.000 locales, principalmente por las pestes y hambrunas que azotaron la región por diez años.
Martín de Murúa y Felipe Guamán Poma de Ayala dicen que los incaicos llegaron hasta Coquimbo y enviaron a mitiames atacameños, aymaras y diaguitas a Aconcagua. Los habitantes de Quillota se habrían levantado en armas y expulsado a los recién llegados, obligando a Túpac Yupanqui a enviar a un primo suyo (Apocámac Inga) con 100.000 soldados a sofocar la revuelta. El Inca habría resuelto traer más de medio millón de colonos para asegurar la región pero su muerte puso fin a esos planes.
Diego Barros Arana interpreta las crónicas diciendo que los incaicos llegaron hasta el Biobío, pero con la guerra civil debieron desguarnecer la región, animando una rebelión y retrocediendo la frontera hasta el Maule. En ese momento es cuando el historiador chileno fija la gran batalla que se atribuye tradicionalmente a Túpac.

## Cronología
El historiador Carlos María Sayago fecha en 1425 la llegada de los cuzqueños a Copiapó. Acorde a Cristóbal de Molina fue en 1454. Alfred Métraux señala a 1471 para la anexión de Tucmumán y Miguel Cabello Balboa a 1413 para la conquista de Collao y Chile. Silva establece que Túpac Yupanqui conquistó a los atacameños en 1470 e instaló un gobernador en Coquimbo en 1490. Su hijo habría realizado sus campañas en 1505. Los chichas fueron conquistados en 1476, con un margen de error de diez años. Algunos dicen que en 1476 Túpac Yupanqui comenzó sus campañas meridionales. Según el polímata francés Constantine Samuel Rafinesque, Sinchiruca exploraba Musu en 1430, conquistaba el norte chileno en 1442 y combatía en el Maule en 1448. Walterio Millar dice que las campañas de Túpac Yupanqui en Chile sucedieron entre 1443 y 1445. El ingeniero militar chileno Pablo Ihl sostiene que fue en 1440-1445. Según Busto, Túpac Yupanqui llegó al trono en 1471. En 1473 empieza sus conquistas llegando a Musu, en 1474 marcha al Collasuyo, en 1475 el Contisuyo, en 1478 vuelve a atacar el Collasuyo y sigue conquistando Charcas en 1479. En 1480 habría lanzando su expedición a Chile y retornado al Cuzco en 1481 para morir en 1485. Según el historiador y coronel boliviano Julio Díaz Argueadas, la rebelión del Collao estalló en 1454. Para el historiador chileno José Bengoa, las primeras incursiones incaicas en el norte chileno se dieron en 1460, llegando Túpac Yupanqui hasta Coquimbo, y su hijo siguió al sur en 1485 pero los enfrentamientos en el Maule le hicieron dejar la expansión e intentar consolidar lo ganado. Leonardo León sostiene que los datos aportados por las crónicas permiten sostener que las campañas de Túpac Yupanqui tuvieron lugar en los años 1470.